# إيفان هاردينغ
إيفان هاردينغ (بالإنجليزية: Evan Harding)‏ (12 سبتمبر 1984 بلانغلي في كندا - ) هو لاعب كرة قدم أمريكي في مركز الوسط. لعب مع Charlotte Eagles ‏ وريتشموند كيكرز وSouthern California Eagles ‏.

## وصلات خارجية
- إيفان هاردينغ على موقع قاعدة بيانات كرة القدم.إي يو (الإنجليزية)